# Macropeza insignipennis
Macropeza insignipennis är en tvåvingeart som först beskrevs av John William Scott Macfie 1939.  Macropeza insignipennis ingår i släktet Macropeza och familjen svidknott.
Artens utbredningsområde är Sierra Leone. Inga underarter finns listade i Catalogue of Life.